# Асланова Рабіят Нурулла кизи
Рабіят Нурулла кизи Асланова (азерб. Rəbiyyət Nurullah qızı Aslanova, нар.. 4 липня 1951 року, Кельбаджар, Азербайджанської РСР) — азербайджанський політик, депутат Міллі Меджлісу — парламенту Азербайджану.

## Життєпис
Рабіят Асланова народилася 4 липня 1951 року в місті Кельбаджар в родині держслужбовця-вихідця з Белоканського району. Закінчила факультет історії Бакинського державного університету. Доктор філософських наук, професор. Автор чотирьох книг і 40 наукових статей.
З 1978 року Рабіят Асланова працювала на посаді асистента, викладача, доцента Бакинського державного університету. У 2004 року вона була призначена професором кафедри історії, філософії та культурології Бакинського державного університету.
Також працює на посаді Голови Комітету з прав людини Міллі Меджлісу. Член партії «Новий Азербайджан».
Володіє аварською, російською та англійськими мовами. 

## Особисте життя
Рабіят Асланова у червні 2012 року одружилась з Ільхамом Рагімовим, який є близьким товаришем Володимира Путіна. В Азербайджані цей факт викликав підвищену увагу та здивування. Причини шлюбу навіть розслідувало міністерство національної безпеки. Шлюб було названо політичним, а через шість місяців Рабіят Асланова розлучилася. 
Має трьох дітей:
Син - Ельнур Асланов - завідувач відділу Адміністрації Президента Азербайджану.